# Kakiemon

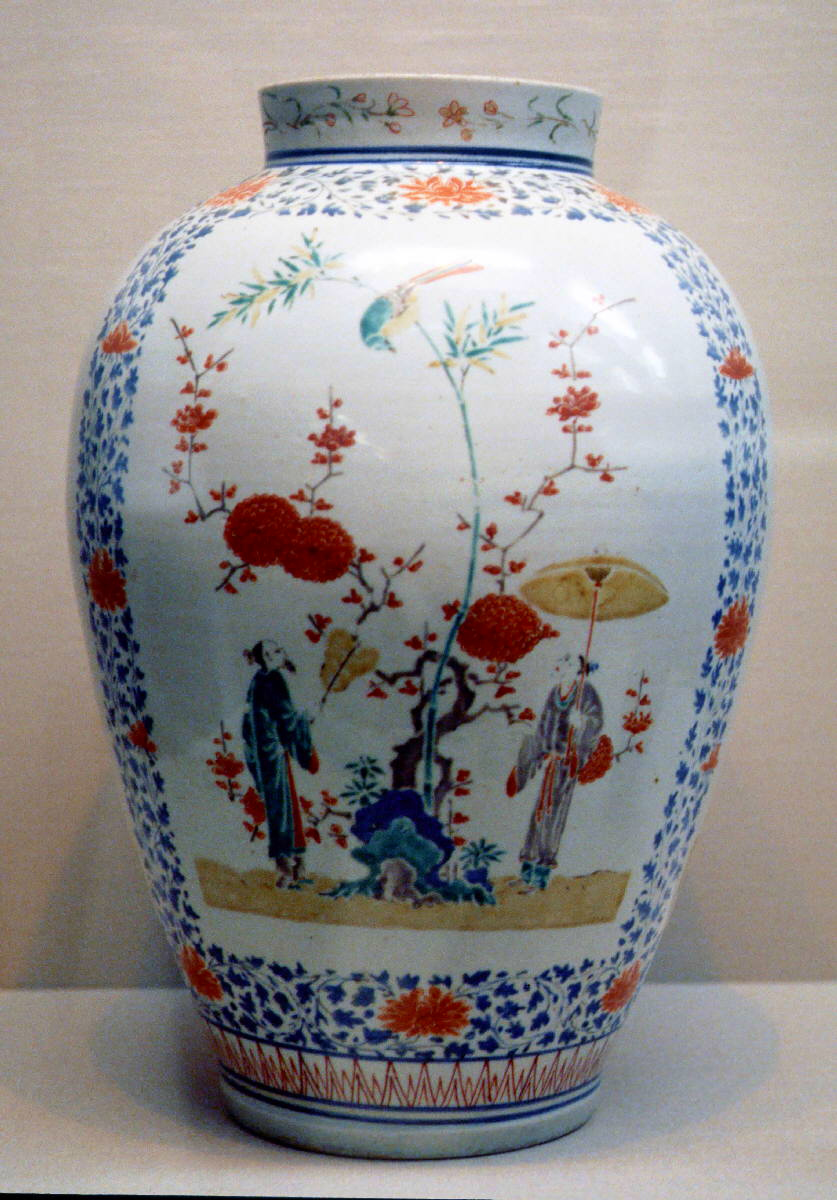
Kakiemon, ok. 1650, Muzeum Narodowe w Tokio

Kakiemon (jap. 柿右衛門 kakiemon; właśc. 柿右衛門様式 kakiemon-yōshiki, „styl kakiemon”) – styl japońskiej porcelany i europejskich imitacji opartych na nim. 

## Opis
Nazwa wywodzi się od imienia Kakiemona Sakaidy (jap. 酒井田 柿右衛門 Sakaida Kakiemon) (1596–1666) i rodzinnej firmy o nazwie „Kakiemon”, wytwarzającej ceramikę w swoim własnym stylu, w pobliżu miejscowości Arita, sławnego ośrodka produkcji wyrobów ceramicznych, w prowincji Hizen (obecnie prefektura Saga). Produkcja jest kontynuowana przez XV obecnie pokolenie tej rodziny. 
Wyroby charakteryzują się skromnymi liniami, bogatą paletą barw naszkliwnych i asymetrycznymi, finezyjnymi kompozycjami, które pozostawiają duże powierzchnie bez zabarwienia. Ceramika tego typu była chętnie kupowana w Europie pod nazwą imari, pochodzącą od portu japońskiego Imari, z którego była wysyłana w świat.
Styl kakiemon oddziałał m.in. także na fajanse z Delftu.